# Artisokka
Artisokka es un sexteto finés de pop indie (el nombre significa "alcachofa" en finés). Está compuesto por Jari Hilden (voz, letras); Sami Rouhento; Jani Tiainen (los tres del grupo finés Cessna); Mika Seppanen (chelo); Riina Kontkanen y Topi Korhonen. En su música destacan las armonías suaves y evocadoras de sintetizador y guitarras acústicas. Están influienciados por bandas como Red House Painters, The Sea and Cake o Nico.
En 2002 publicaron su primer CD A Hiding Place in the Arbor con el sello Shelflife.

## Discografía
- A Hiding Place in the Arbor 2002 Shelflife [álbum]
- Sea bed 2008 Azule Jo [álbum]